# Armée japonaise de gauche
 (novembre 2024).
Si vous disposez d'ouvrages ou d'articles de référence ou si vous connaissez des sites web de qualité traitant du thème abordé ici, merci de compléter l'article en donnant les références utiles à sa vérifiabilité et en les liant à la section « Notes et références ».
L'armée japonaise de gauche, commandée par Ukita Hideie à la fin des années 1500 pendant la guerre Imjin, est composée essentiellement de l'ancienne 1re Division menée par Konishi Yukinaga, de la 4e Division menée par Shimazu Yoshihiro et de la 8e Division emmenée par Ukita Hideie.

## Composition
- Konishi Yukinaga (小西行長) - 7 000 hommes
- Sō Yoshitoshi (宗義智) - 1 000 hommes
- Matsuura Shigenobu (松浦鎮信) - 3 000 hommes
- Arima Harunobu (有馬晴信) - 2 000 hommes
- Ōmura Yoshiaki (大村喜前) - 1 000 hommes
- Gotō Sumiharu (五島純玄) - 700 hommes
- Hachisuka Iemasa (蜂須賀家政) - 7 200 hommes
- Mōri Yoshinari (毛利吉成) - 2 000 hommes
- Ikoma Kazumasa (生駒一正) - 2 700 hommes
- Shimazu Yoshihiro (島津義弘) - 10 000 hommes
- Shimazu Tadatoyo (島津忠豊) - 800 hommes
- Akizuki Tanenaga (秋月種長) - 300 hommes
- Takahashi Mototane (高橋元種) - 600 hommes
- Ito Suketaka (伊東祐兵) - 500 hommes
- Sagara Yorifusa (相良頼房) - 800 hommes
- Ukita Hideie (宇喜多秀家) - 10 000 hommes
- Ota Kazuyoshi (太田一吉) -
- Takenaka Shigetoshi (竹中重利) -

## Batailles livrées
- Bataille de Chilchonryang (Hangul : 칠천량)
- Siège de Namwon (Hangul : 남원성)
- Bataille de Geumgu (Hangul : 금구)
- Bataille de Myong-Yang (Hangul : 명량)
- Bataille de Gwangyang (Hangul : 광양)
- Bataille de Muju (Hangul : 무주성)
- Bataille de Hamyang (Hangul : 함양)
- Bataille de Sacheon (1598) (Hangul : 사천)
- Siège de Suncheon (Hangul : 순천)
- Bataille de No Ryang (Hangul : 노량)

## Source de la traduction
- (en) Cet article est partiellement ou en totalité issu de l’article de Wikipédia en anglais intitulé « Japanese Left Army » (voir la liste des auteurs).